# Anders Höög

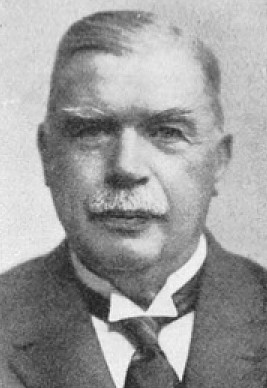
Anders Höög.

Anders Johan Höög född 30 mars 1862 i Sund, Jönköpings län, död 31 juli 1930 var en svensk arkitekt och byggmästare. Som sådan nämns han ofta i samband med arkitektfirman Dorph & Höög respektive Höög & Morssing. 

## Biografi

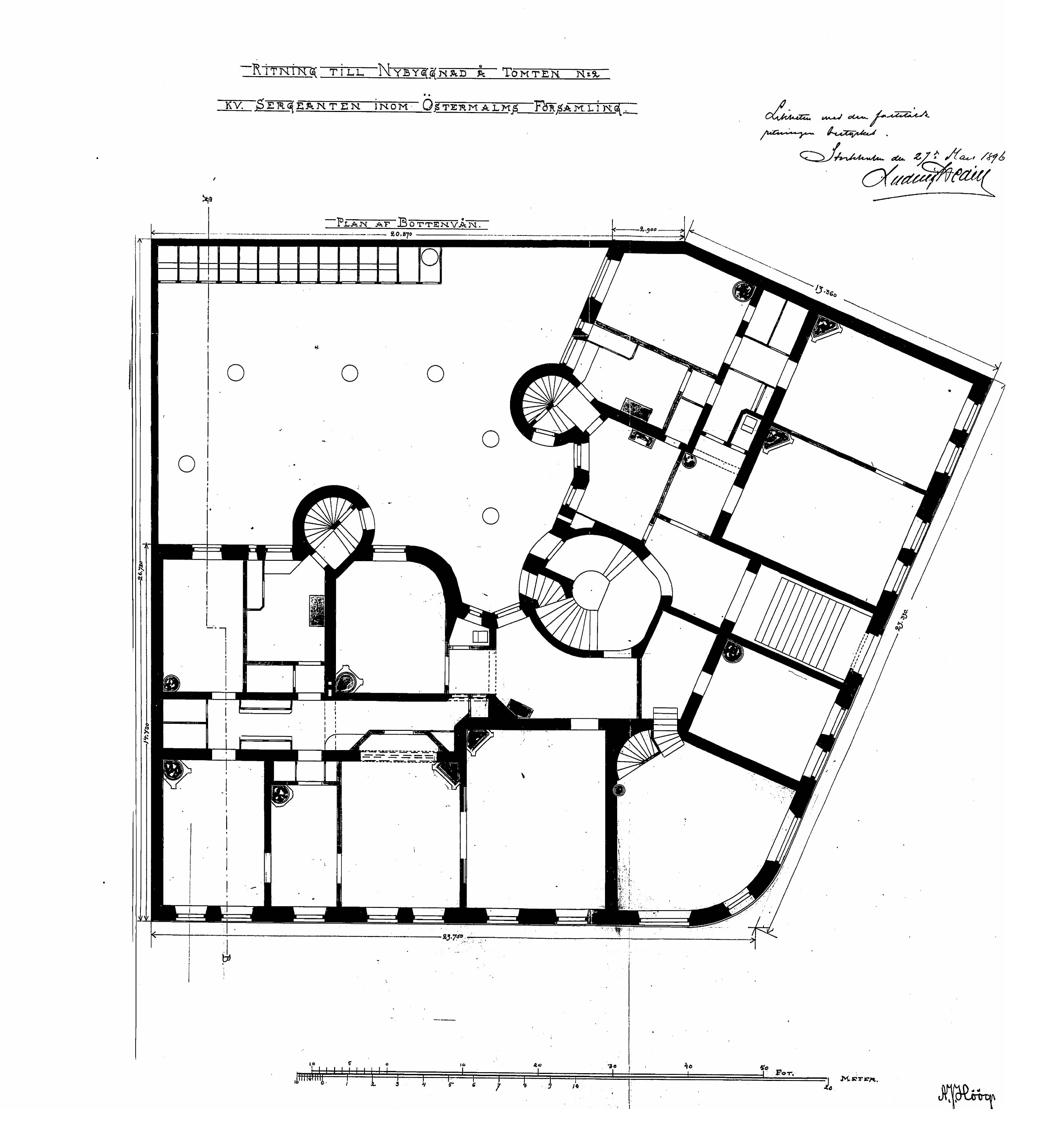
Ritning för Sergeanten 2, upprättad av Höög 1896.

Höög hade ingen arkitektutbildning utan var murare i Stockholm 1887, sedan byggmästare 1902 och slutligen arkitekt 1903. År 1897 slog han ihop sig med arkitekten Victor Dorph och bildade arkitektfirman Dorph & Höög. Dorph hade tidigare varit verksam tillsammans med arkitekt Sam Kjellberg under namnet Kjellberg och Dorph och bland annat ritat utställningsmontrar för Stockholmsutställningen 1897.
Företaget Dolph & Höög hade stor framgång och producerade ritningar för över 200 byggnader främst på Södermalm och i Vasastan i centrala Stockholm. 1907 hade kontoret ett trettiotal anställda och var därmed "hela Nordens största byggnadsfirma", som det hette i en tidningsartikel från 1910. Inom företaget var det Höög som skaffade fram uppdragen. Han hade känsla för byggherrarnas önskemål och var en skicklig planlösare för bostäder i hyreshus. Ett stort antal uppfördes efter hans ritningar.
Strax innan första världskrigets utbrott hade firman bara sex anställda. 1910 lämnade partnern Dorph företaget och ersattes med den yngre Gunnar Morssing, som hade en för tiden modernare arkitekturstil. Därmed fick kontoret en ny profil och nya uppdragsgivare. Firman hette nu Höög & Morsing och existerade till Höögs bortgång 1930. Därefter började Morssing en egen arkitektverksamhet.